# Violettroter Kleinspanner
Der Violettrote Kleinspanner (Scopula rubiginata), auch Weinroter Triftenflurspanner oder Rostspanner genannt, ist ein Schmetterling (Nachtfalter) aus der Familie der Spanner (Geometridae).

## Merkmale
Die Falter erreichen eine Flügelspannweite von 16 bis 22 mm, die zweite Generation ist im Durchschnitt etwas kleiner. Der Apex der Vorderflügel ist gerundet, die Hinterflügel nicht geschwänzt. Die Grundfarbe und die Zeichnung der Flügel ist variabel. Die Farbe reicht von hellbraun, braun, rotbraun bis zu weinrot und violettrot. Selten kommen auch graubraune Tönungen vor. Die Grundfarbe ist nach Bergmann von der Feuchtigkeit abhängig. In feuchten Jahren kommen überwiegend dunkle weinrote Färbungen vor, in trockenen Jahren sind die Falter blasser bis rötlich gelb. Die Querlinien sind, bis auf die Wellenlinie meist sehr deutlich ausgebildet. Es kommen jedoch auch weniger deutlich gezeichnete Exemplare vor, bei denen die Querlinien fast erloschen sind. Die Wellenlinie ist, wenn überhaupt meist nur schwach angedeutet, heller als die Grundfarbe und gezähnt. Sie kann sich auch in eine Reihe von zahnartigen Flecken auflösen. Dagegen heben sich innere Querlinie, Mittelbinde und äußere Querlinie oft sehr markant ab; sie sind immer wesentlich dunkler als die Grundfarbe. Sie sind schwach gewellt, manchmal auch gering gezähnt. Die Intensität der Querlinien kann unterschiedlich sein. Wenn sie unterschiedlich markant sind, sind Mittelbinde und/oder äußere Querlinie intensiver gezeichnet, als die innere Querlinie. Die Mittelbinde ist häufig etwas breiter als innere und äußere Querlinie, ist aber etwas diffuser und nicht so markant begrenzt. Die Intensität der Querlinien kann auch zum Hinterrand etwas abnehmen. Am Vorderrand sind sie dagegen häufig etwas verdickt. Die innere Querlinie fehlt auf den Hinterflügeln meist ganz. Die Felder zwischen den Querlinien können etwas unterschiedlich gefärbt sein. Meist ist das Feld zwischen Mittelbinde und äußerer Querlinie etwas blasser. In manchen Exemplaren ist dagegen das Saumfeld etwas dunkler. Bei einigen Exemplaren sind die Vorderflügel geringfügig dunkler und/oder etwas intensiver rot gefärbt als die Hinterflügel. Eine Saumlinie kann vorhanden sein, in eine Reihe von länglichen Saumflecken aufgelöst sein oder auch völlig fehlen. Die Fransen sind weniger rot gefärbt und wirken dadurch etwas brauner als die Grundfarbe. Diskalflecke sind eher selten und wenn vorhanden, eher klein und unscheinbar.
Das Ei ist annähernd zylindrisch mit jeweils abgeplatteten Ende; das obere Ende ist zudem etwas dicker. Es ist zunächst hellgrün und wird später kurz vor dem Schlüpfen der Eiraupen hellgrün. Die Oberfläche ist mit 16 deutlichen Längsrippen bedeckt, die sich mit zahlreichen, aber deutlich schwächer ausgebildeten Querlinien kreuzen.
Die Raupe ist relativ schlank und wird zum Hinterende hin etwas dicker. Die Farbe ist variabel und reicht von gelblich, bräunlich, leicht rötlich bis zu grau. Die Bauchseite ist grünlich. Die Rückenlinie ist relativ dünn, aber dunkler als die Grundfarbe. In der Mitte der mittleren Segmente ist sie etwas verdickt. Der relativ kleine, rundliche und leicht rötliche Kopf hat auf der Oberseite eine Längsfurche.
Die Puppe besitzt am Kremaster feine Borsten.

## Geographische Verbreitung
Der Violettrote Kleinspanner kommt in Europa von der Iberischen Halbinsel im Westen bis zum Ural-Gebirge vor. Im Norden bis nach Dänemark, Südschweden, Südfinnland. In England kennt man nur ein kleines bodenständiges Vorkommen in Ostengland. Im Süden fehlt die Art im größten Teil der südlichen Hälfte der Iberischen Halbinsel (mit Ausnahme eines kleinen Vorkommens bei Gibraltar), in Sizilien, und den südlichen griechischen Inseln. Aus Marokko kennt man ein isoliertes Vorkommen im Atlas-Gebirge. Die Art kommt auch in der nördlichen Türkei, im Kaukasusgebiet und auf der Krim vor. Östlich des Ural-Gebirges erstreckt sich das Vorkommen über das südliche Sibirien, die nördlichen zentralasiatischen Gebirge bis in die östliche Mongolei. Die Art wandert jedoch über kurze und mittlere Strecken. Dadurch beweist nicht jeder Fund automatisch auch eine Bodenständigkeit.

## Lebensraum
Nördlich der Alpen kommt die Art nur in trocken-warmen Habitaten vor, z. B. nichtkultiviertes Grasland, Brachflächen, Magerrasen, Sandfluren, Sand- und Kiesgruben, Heidelandschaften, trockene Raine und Bahndämme sowie gebüschreiche Kalkmagerrasen. Nördlich der Alpen kommt die Art vor allem in der planaren Stufe vor, die Häufigkeit nimmt bereits in der Hügelstufe deutlich ab. Daher ist die Art gewöhnlich nur bis etwa 500 m über NN zu finden. In den Südalpen und im Mittelmeergebiet steigt die Art bis auf etwa 1000 m an, unter besonders günstigen Bedingungen (sehr sonnige und warme Hänge), bis auf 1600 m an. In Marokko, in der Türkei und im Kaukasusgebiet ist die Art aus der Ebene fast unbekannt. Sie kommt aber dort bis in etwa 2200 m Höhe vor.

## Lebensweise
Die Art ist im Verbreitungsgebiet nördlich der Alpen gewöhnlich bivoltin, d. h., es werden in der Regel zwei Generationen pro Jahr gebildet. Unter schlechten Bedingungen, z. B. kalte Sommer, wird auch nur eine Generation gebildet. Im Mittelmeerraum ist die Art gewöhnlich bi- oder trivoltin. Die Falter fliegen von Mitte Juni bis Anfang August (univoltin), Mitte Mai bis Ende Juni und Mitte Juli bis Mitte September (bivoltin), oder von Ende April bis Anfang Oktober (trivoltin, etwas überlappende Generationen). Die Falter sind tag- und nachtaktiv. Sie können tagsüber im Sonnenschein beim Blütenbesuch beobachtet werden. Bei bedecktem Himmel sitzen sie in der Vegetation, lassen sich aber leicht aufscheuchen. Nachts kommen sie an künstliche Lichtquellen und auch gelegentlich zum Köder. Die Falter wurden an den Blüten folgender Pflanzen beobachtet: Hunds-Braunwurz (Scrophularia canina), Kleiner Klappertopf (Rhinanthus minor), Gelber Wau (Reseda lutea), Raukenblättriges Greiskraut (Senecio erucifolius), Breitblättriger Thymian (Thymus pulegioides), Luzerne (Medicago sativa) und Möhre (Daucus carota).
Die Raupen sind fressen bevorzugt krautige Pflanzen. Eier oder Raupen wurden gefunden an: Österreichischer Thymian (Thymus glabrescens), Besenheide (Calluna vulgaris), Feld-Beifuß (Artemisia campestris), Kleiner Sauerampfer (Rumex acetosella), Sand-Thymian (Thymus serpyllum), Hopfenklee (Medicago lupulina), Wicken (Vicia), Hornklee (Lotus), Klee (Trifolium), Besenginster (Cytisus scoparius), Wiesenrauten (Thalictrum), Labkräuter (Galium), Gewöhnlicher Löwenzahn (Taraxacum officinale) und Ackerwinde (Convolvulus arvensis). In der Zucht wurden auch noch einige andere Pflanzen angenommen.

## Systematik
Die Art wurde 1767 von Johann Siegfried Hufnagel unter dem Namen Phalaena rubiginata erstmals beschrieben. Die Typlokalität ist Berlin. Aufgrund der Variabilität in Grundfarbe und Zeichnung wurde sie unter weiteren fünf Namen beschrieben: Geometra rubricata Denis & Schiffermüller, 1775, Geometra vittata Thunberg, 1784, Phalaena domialla Fourcroy, 1785, Phalaena Geometra variata Villers, 1789 und Idaea subangularia Herrich-Schäffer, 1839. Sie alle sind jüngere Synonyme von Scopula rubiginata Hufnagel, 1767. Innerhalb der sehr großen Gattung Scopula ist sie die namengebende Art der rubiginata-Artengruppe.

## Gefährdung
Die Art ist deutschlandweit gesehen auf der Vorwarnstufe einer Gefährdung. Die Situation ist jedoch nicht in jedem Bundesland gleich. In Bayern ist sie potenziell gefährdet, war dort aber schon immer selten. In Sachsen und Mecklenburg-Vorpommern wird sie als gefährdet eingestuft (Kategorie 3), in Niedersachsen sogar in die Kategorie 2 (stark gefährdet). In Hamburg ist sie bereits ausgestorben.